# Windeschildpadtor
De windeschildpadtor (Hypocassida subferruginea) of roestschildkever is een keversoort uit de familie bladkevers (Chrysomelidae). De wetenschappelijke naam van de soort werd in 1776 gepubliceerd door Franz Paula von Schrank.